# (20902) Kylebeighle
(20902) Kylebeighle (2000 XY6) – planetoida z pasa głównego asteroid okrążająca Słońce w ciągu 4,47 lat w średniej odległości 2,71 j.a. Odkryta 1 grudnia 2000 roku.